# Natação no Campeonato Mundial de Esportes Aquáticos de 2022 - 200 m costas masculino
A prova dos 200 metros costas masculino da natação no Campeonato Mundial de Esportes Aquáticos de 2022 ocorreu nos dias 22 e 23 de junho, em Budapeste, na Hungria.

## Recordes
Antes desta competição, os recordes mundiais e do campeonato nesta prova eram os seguintes:
| Tipo                  | Atleta        | Tempo     | Local | Data                |
| --------------------- | ------------- | --------- | ----- | ------------------- |
|                       | Aaron Peirsol | 1m 51s 92 | Roma  | 31 de julho de 2009 |
| Recorde do campeonato | Aaron Peirsol | 1m 51s 92 | Roma  | 31 de julho de 2009 |

## Medalhistas
| Ouro              | Prata                | Bronze             |
| Ryan Murphy (USA) | Luke Greenbank (GBR) | Shaine Casas (USA) |

## Cronograma
Todos os horários são locais (UTC+2). 
| Data        | Hora  | Evento        |
| ----------- | ----- | ------------- |
| 22 de junho | 09:20 | Eliminatórias |
| 22 de junho | 19:36 | Semifinal     |
| 23 de junho | 19:01 | Final         |

## Resultados

### Eliminatórias
Esses foram os resultados das eliminatórias. A prova foi realizada no dia 22 de junho com início às 09:20.
| Pos. | Bateria | Raia | Nadador                     | Nacionalidade  | Tempo   | Notas            |
| ---- | ------- | ---- | --------------------------- | -------------- | ------- | ---------------- |
| 1    | 4       | 5    | Shaine Casas                | Estados Unidos | 1:56.66 | Q                |
| 2    | 4       | 6    | Joshua Edwards-Smith        | Austrália      | 1:56.85 | Q                |
| 3    | 4       | 4    | Ryan Murphy                 | Estados Unidos | 1:56.96 | Q                |
| 4    | 3       | 2    | Brodie Williams             | Reino Unido    | 1:57.09 | Q                |
| 5    | 3       | 6    | Mewen Tomac                 | França         | 1:57.21 | Q                |
| 6    | 2       | 4    | Luke Greenbank              | Reino Unido    | 1:57.33 | Q                |
| 7    | 2       | 5    | Ádám Telegdy                | Hungria        | 1:57.82 | Q                |
| 8    | 4       | 7    | Benedek Kovács              | Hungria        | 1:57.88 | Q                |
| 9    | 2       | 6    | Lee Ju-ho                   | Coreia do Sul  | 1:57.89 | Q                |
| 10   | 3       | 5    | Yohann Ndoye Brouard        | França         | 1:58.10 | Q                |
| 11   | 3       | 4    | Mitch Larkin                | Austrália      | 1:58.58 | Q                |
| 12   | 4       | 3    | Roman Mityukov              | Suíça          | 1:58.61 | Q                |
| 13   | 2       | 3    | Jan Čejka                   | Chéquia        | 1:58.65 | Q                |
| 14   | 3       | 7    | Evangelos Makrygiannis      | Grécia         | 1:59.25 | Q                |
| 15   | 2       | 2    | Hugo González               | Espanha        | 1:59.61 | Q                |
| 16   | 3       | 1    | Yeziel Morales              | Porto Rico     | 1:59.77 | Q                |
| 17   | 4       | 1    | Richie Stokes               | Canadá         | 1:59.86 |                  |
| 18   | 2       | 1    | Erikas Grigaitis            | Lituânia       | 1:59.92 |                  |
| 19   | 3       | 8    | Omar Pinzón                 | Colômbia       | 2:00.62 |                  |
| 20   | 3       | 3    | Radosław Kawęcki            | Polónia        | 2:00.69 |                  |
| 21   | 2       | 7    | Michele Lamberti            | Itália         | 2:00.92 |                  |
| 22   | 2       | 8    | Ziyad Ahmed                 | Sudão          | 2:01.05 | Recorde nacional |
| 23   | 4       | 2    | Oleksandr Zheltiakov        | Ucrânia        | 2:02.69 |                  |
| 24   | 4       | 8    | Khiew Hoe Yean              | Malásia        | 2:03.12 |                  |
| 25   | 2       | 0    | Armin Lelle                 | Estónia        | 2:03.58 |                  |
| 26   | 4       | 9    | Mohamed Mohamady            | Egito          | 2:03.84 |                  |
| 27   | 3       | 0    | Farrel Tangkas              | Indonésia      | 2:04.84 |                  |
| 28   | 4       | 0    | Patrick Groters             | Aruba          | 2:05.90 |                  |
| 29   | 1       | 4    | Ratthawit Thammananthachote | Tailândia      | 2:07.12 |                  |
| 30   | 1       | 5    | Elías Ardiles               | Chile          | 2:07.92 |                  |
| 31   | 1       | 3    | Ali Al-Essa                 | Arábia Saudita | 2:15.66 |                  |

### Semifinal
Esses foram os resultados das semifinais. A prova foi realizada no dia 22 de junho com início às 19:36.
| Pos. | Bateria | Raia | Nadador                | Nacionalidade  | Tempo   | Notas |
| ---- | ------- | ---- | ---------------------- | -------------- | ------- | ----- |
| 1    | 2       | 5    | Ryan Murphy            | Estados Unidos | 1:55.43 | Q     |
| 2    | 1       | 5    | Brodie Williams        | Reino Unido    | 1:56.17 | Q     |
| 3    | 1       | 3    | Luke Greenbank         | Reino Unido    | 1:56.42 | Q     |
| 4    | 2       | 3    | Mewen Tomac            | França         | 1:56.52 | Q     |
| 5    | 2       | 6    | Ádám Telegdy           | Hungria        | 1:56.80 | Q     |
| 6    | 2       | 4    | Shaine Casas           | Estados Unidos | 1:56.90 | Q     |
| 7    | 1       | 7    | Roman Mityukov         | Suíça          | 1:57.08 | Q     |
| 8    | 1       | 6    | Benedek Kovács         | Hungria        | 1:57.12 | Q     |
| 9    | 2       | 7    | Mitch Larkin           | Austrália      | 1:57.36 |       |
| 10   | 1       | 2    | Yohann Ndoye Brouard   | França         | 1:57.38 |       |
| 11   | 1       | 4    | Joshua Edwards-Smith   | Austrália      | 1:57.52 |       |
| 12   | 2       | 2    | Lee Ju-ho              | Coreia do Sul  | 1:57.55 |       |
| 13   | 2       | 8    | Hugo González          | Espanha        | 1:59.05 |       |
| 14   | 2       | 1    | Jan Čejka              | Chéquia        | 1:59.28 |       |
| 15   | 1       | 1    | Evangelos Makrygiannis | Grécia         | 1:59.72 |       |
| 16   | 1       | 8    | Yeziel Morales         | Porto Rico     | 2:01.47 |       |

### Final
A final foi realizada em 23 de junho às 19:01.
| Pos.              | Raia | Nadador         | Nacionalidade  | Tempo   | Notas |
| ----------------- | ---- | --------------- | -------------- | ------- | ----- |
| Medalha de ouro   | 4    | Ryan Murphy     | Estados Unidos | 1:54.52 |       |
| Medalha de prata  | 3    | Luke Greenbank  | Reino Unido    | 1:55.16 |       |
| Medalha de bronze | 7    | Shaine Casas    | Estados Unidos | 1:55.35 |       |
| 4                 | 5    | Brodie Williams | Reino Unido    | 1:56.16 |       |
| 5                 | 6    | Mewen Tomac     | França         | 1:56.35 |       |
| 6                 | 2    | Ádám Telegdy    | Hungria        | 1:56.91 |       |
| 7                 | 1    | Roman Mityukov  | Suíça          | 1:57.45 |       |
| 8                 | 8    | Benedek Kovács  | Hungria        | 1:58.52 |       |

Legenda
| Recorde mundial       | Recorde mundial (World record)               |                       | Recorde africano                      | Recorde africano (African) |                                           | Q | Classificado por posição (Qualified) |
| Recorde do campeonato | Recorde do campeonato (Championship record)  | Recorde da América    | Recorde da América (Americas)         | q                          | Classificado por melhor tempo (Qualified) |   |                                      |
| Melhor marca do ano   | Melhor marca do ano (World leading)          | Recorde asiático      | Recorde asiático (Asian)              | DNS                        | Não largou (Did not start)                |   |                                      |
| Recorde nacional      | Recorde nacional (National record)           | Recorde europeu       | Recorde europeu (European)            | DNF                        | Não terminou (Did not finish)             |   |                                      |
| Recorde pessoal       | Recorde pessoal do atleta (Personal best)    | Recorde da Oceania    | Recorde da Oceania (Oceania)          | DSQ / DQ                   | Desclassificado (Disqualified)            |   |                                      |
| Recorde da temporada  | Recorde da temporada do atleta (Season best) | Recorde sul-americano | Recorde sul-americano (South America) | NM                         | Sem marca (No mark)                       |   |                                      |